# A Soulful Christmas
A Soulful Christmas è il ventiseiesimo album in studio del cantante statunitense James Brown, pubblicato nel 1968.

## Tracce
1. Santa Claus Go Straight to the Ghetto – 3:02
2. Santa Claus, Santa Claus – 4:04
3. Believers Shall Enjoy (Non Believers Shall Suffer) – 2:16
4. Soulful Christmas – 3:08
5. Tit for Tat (Ain't No Taking Back) – 3:06
6. Christmas Is Coming – 2:39
7. Say It Loud - I'm Black and I'm Proud, Pts. 1 & 2 – 4:48
8. In the Middle, Pt. 1 – 2:44
9. Let's Unite the Whole World At Christmas – 2:45
10. You Know It – 2:22
11. Santa Claus Gave Me a Brand New Start – 3:49